# Laurane Scalabrino
Laurane Scalabrino (* 1. Juli 1993 in Besançon) ist eine französische Handballspielerin auf der Torhüterinnen-Position. In der Variante Beachhandball ist sie französische Nationalspielerin.
Scalabrino hat Medizin studiert und arbeitet in ihrer Geburtsstadt.

## Hallenhandball

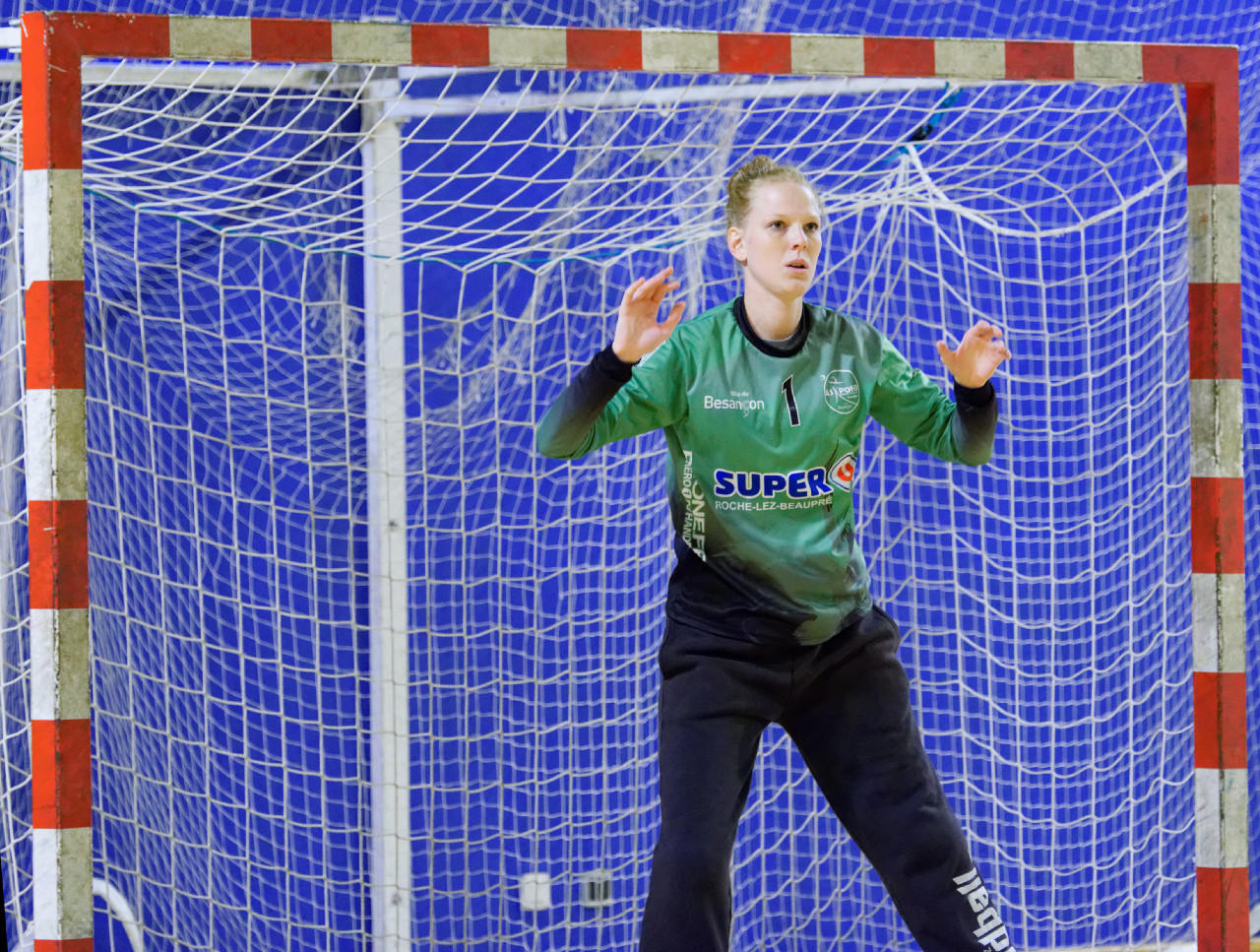
Scalabrino bei einem Spiel gegen Issy Paris Hand (2015)

Scalabrino begann mit dem Handballsport auf höchster Ebene in der Saison 2010/11 bei Entente Sportive Bisontine Féminin. In ihrer ersten Saison bestritt sie ein Spiel in der höchsten französischen Liga und wurde mit ihrer Mannschaft Letzte. Besançon blieb dennoch erstklassig und Scalabrino bestritt in der folgenden Saison drei weitere Erstligaspiele sowie ein Play-down-Spiel und 15 Spiele mit der zweiten Mannschaft. Als Neunte wurde sie mit ihrer Mannschaft Vorletzte der Liga. Danach wechselte sie für ein Jahr in die dritte Liga zu Cercle Sportif Vesoul Haute Saône. Dort bestritt sie 21 Spiele und wechselte nach einer Saison wieder nach Besançon, nun zum Drittligaverein Palente Besançon Handball. Nach sechs Jahren und 151 Spielen stieg Scalabrino mit Palente in die zweite Liga auf, konnte die Klasse mit ihrem Verein aber nicht halten. In der aufgrund der COVID-19-Pandemie verkürzten Zweitligasaison 2019/20 bestritt sie 14 Spiele. Seit 2020 spielt Scalabrino mit Palente wieder drittklassig.

## Beachhandball

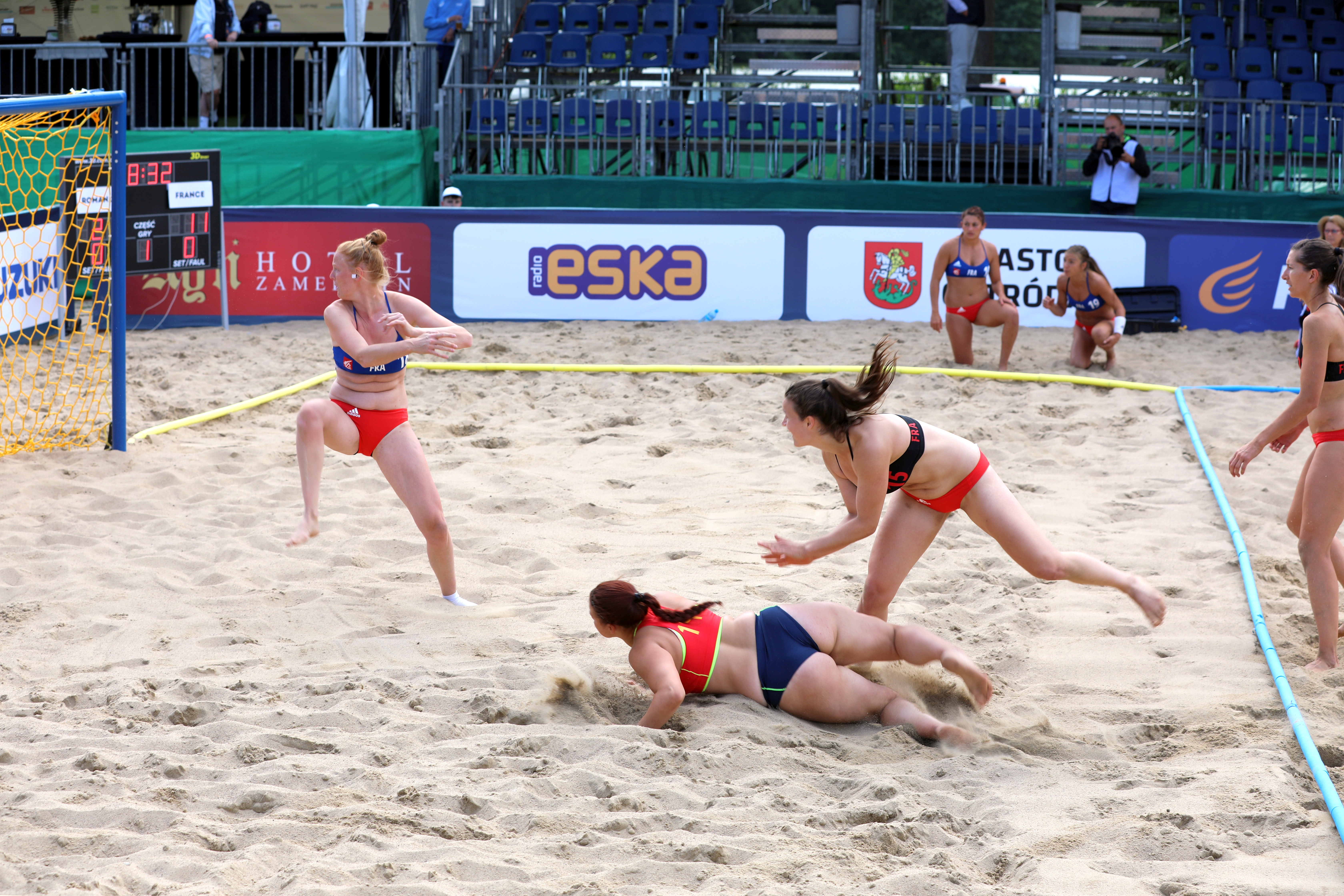
Scalabrino bei einem Torwurf durch Diana Cristina Șamanț, den Anouck Clément zu verhindern versucht, im Trostrundenspiel gegen Rumänien; ganz rechts Marion Limal

Ihr erstes Turnier für die französische A-Nationalmannschaft bestritt Scalabrino bei den Europameisterschaften 2019 in Stare Jabłonki, Polen. Frankreich startete mit einer knappen Niederlage gegen die Portugiesinnen in das Turnier. Das zweite Spiel gegen Zypern gewann Frankreich überlegen. Gegen die Titel-Mitfavoritinnen aus Ungarn gab es im dritten Spiel eine knappe Niederlage. Auch das vierte Vorrundenspiel ihrer Gruppe verloren die Französinnen gegen Polen, wenn auch überaus knapp, mit je einem Punkt Rückstand in den beiden Durchgängen. Als Vorletzte ihrer Gruppe zogen die Französinnen in die Trostrunde ein. Hier konnten sie ihre drei Spiele gegen Russland knapp und gegen Rumänien und Slowenien deutlich gewinnen. Bei den Platzierungsspielen verloren die Französinnen gegen die Gastgeberinnen aus Polen im Shootout. Das nächste Spiel gegen die Schweiz wurde im Shootout gewonnen; es war das einzige Turnierspiel, in dem Scalabrino nicht zum Einsatz kam. Auch das letzte Platzierungsspiel wurde gegen Italien klar gewonnen und Frankreich schloss das Turnier als 13. von 20 Mannschaften ab. Scalabrino erzielte in ihren neun Spielen als einzige Französin keine Punkte.
Für die EM 2021 in Warna wurde Scalabrino erneut in das französische Aufgebot berufen.

## Einzelbelege
1. ↑  Coronavirus | En première ligne... Laurane Scalabrino. 4. April 2020, abgerufen am 1. Juli 2021 (französisch).
2. ↑  ESBF, 10 ans après. Abgerufen am 1. Juli 2021.
3. ↑  Lancement de l’Euro 2019 de Beach Handball en Pologne. 2. Juli 2019, abgerufen am 5. Januar 2021 (französisch).
4. ↑  European Handball Federation - 2019 Women's ECh Beach Handball / Final Tournament. Abgerufen am 18. November 2020 (englisch).
5. ↑  Beach handball. Laurane Scalabrino (Palente) en équipe de France. Abgerufen am 1. Juli 2021 (französisch).

| Personendaten    | Personendaten                                     |
| ---------------- | ------------------------------------------------- |
| NAME             | Scalabrino, Laurane                               |
| KURZBESCHREIBUNG | französische Handball- und Beachhandballspielerin |
| GEBURTSDATUM     | 1. Juli 1993                                      |
| GEBURTSORT       | Besançon                                          |